# Gare de Tikkurila
La gare de Tikkurila (en finnois : Tikkurila rautatieasema, en suédois : Dickursby järnvägsstation) est une gare ferroviaire située à Vantaa en Finlande.

## Situation ferroviaire
Elle est située à environ 16 kilomètres de la gare centrale d'Helsinki, c'est la gare la plus importante de Vantaa où tous les trains de banlieue et presque tous les trains de grandes lignes s'arrêtent.

## Service des voyageurs
Depuis la gare de l'aéroport d'Helsinki-Vantaa (située à cinq kilomètres), la gare de Tikkurila est desservie par des trains qui partent toutes les dix minutes et effectuent le trajet en huit minutes.

### Desserte

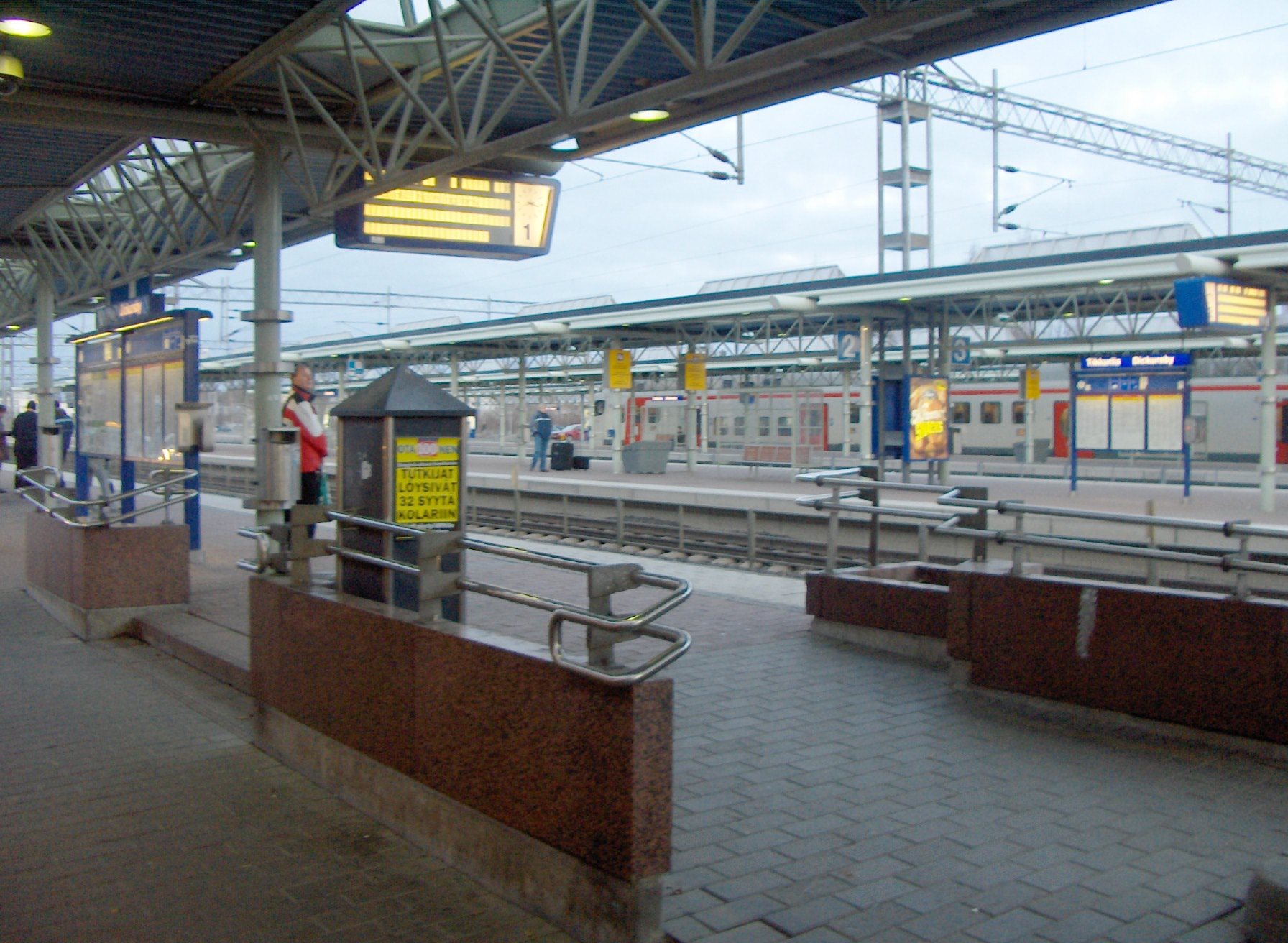
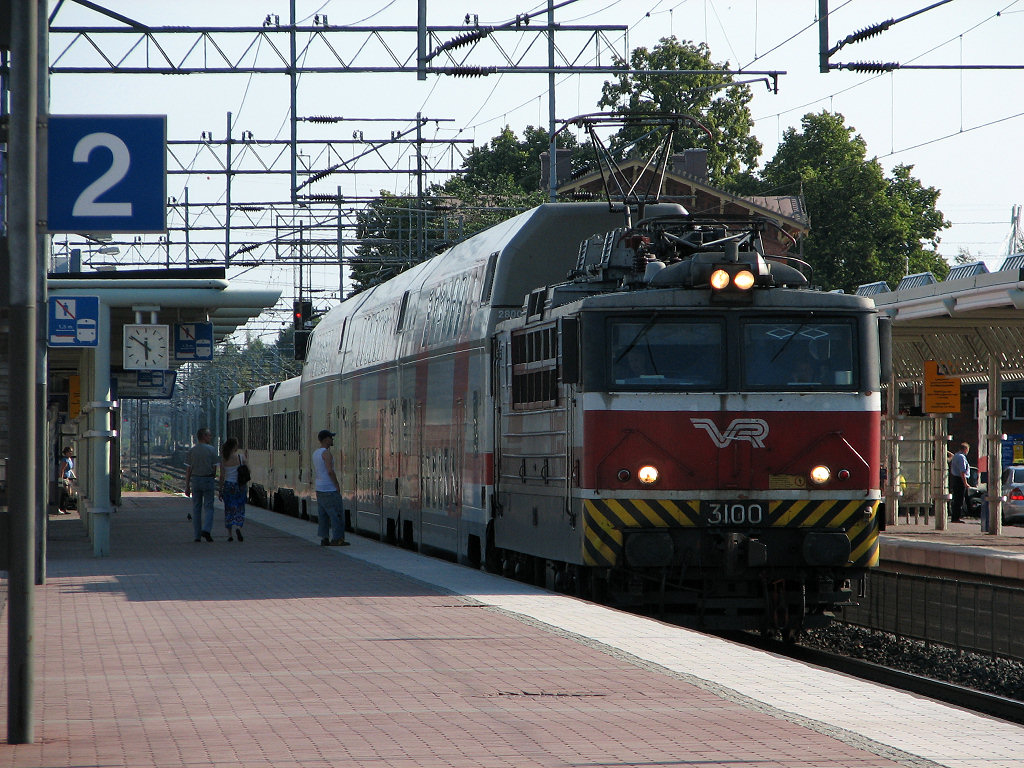

### Intermodalité
La ligne 570 du tramway de Vantaa desservira la gare à partir de 2028.